# 藩校

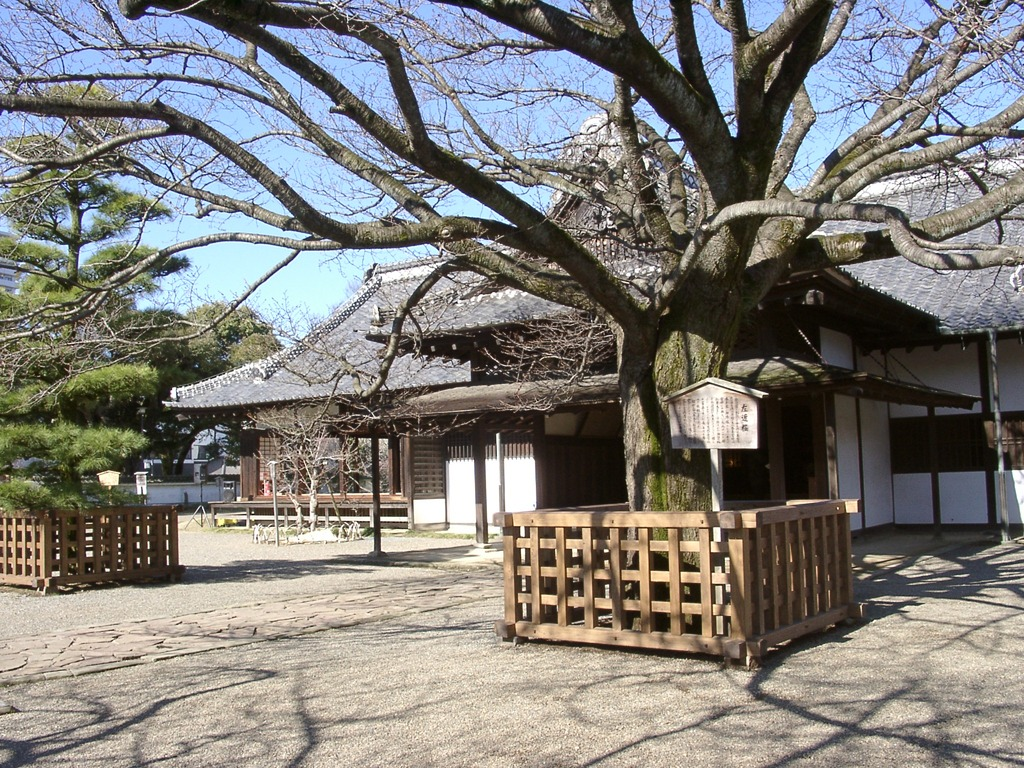
弘道館（水戸藩）

藩校（はんこう）は、江戸時代に、諸藩が藩士の子弟を教育するために設立した学校。藩黌（はんこう）、藩学（はんがく）、藩学校ともいう。

## 概要
内容や規模は多様だが、藩士の子弟は皆強制的に入学させられた。後に藩士の子弟以外の領民にも開放された藩校もある。広義では医学校・洋学校・皇学校（国学校）・郷学校・女学校など、藩が設立したあらゆる教育機関を含む。藩校は、藩の費用負担により藩地に設立されたが、一部の例外として江戸藩邸に併設された学校もあった。藩士に月謝の支払い義務はない上に、成績優秀者には藩から就学支援金を給し、江戸等に遊学させることがあった。
全国的な傾向として、藩校では武芸も奨励され、7歳・8歳で入学して第一に文を習い、後に武芸を学び、14歳・15歳から20歳くらいで卒業する。教育内容は、四書五経の素読と習字を中心として、江戸後期には蘭学や、武芸として剣術等の各種武術などが加わった。
藩校の入学における主な試業（試験）は素読吟味であり、四書（儒学の基本文献。「大学」「中庸」「論語」「孟子」の総称）のうち、抜粋した漢文を日本語訳で3回読み上げる。内容の解釈はともかく、読みの誤謬（読み間違い）、遺忘（忘れてしまうこと）の多少で合否が決まる。江戸幕府では10月頃に行われていた。藩校の入学試験に合格しても、次から次へと試験を行わなければならず、落第した者には厳罰が課せられる。特に三度の落第者には過酷な処分が待ち受けていた。それは藩校によって様々だが、主な処分として、嫡男なら相続の際に家禄が減俸されたほか、罰金や役職制限（高位の職への出世の道が閉ざされる）などの処分を科せられることもあり、親の役職を継ぐにもままならず無役のまま生涯を送ることもなりかねなかった。

## 沿革
徳川家光時代までの武断政治から文治政治への転換と共に、藩校が各地に設立されていった。日本初の藩校は、1669年（寛文9年）に岡山藩主池田光政が設立した岡山学校（または国学）である。名古屋藩が寛永年間（1624-1644）に設立した明倫堂が日本初とも言われる。
全国的に藩校が設立された時期は宝暦期（1751年-1764年）以後であり、多くの藩が藩政改革のための有能な人材を育成する目的で設立した学校が多い。また柳河藩や米沢藩のように江戸時代中期頃に藩の儒臣の自宅につくられた孔子廟や講堂を江戸時代後期に移転、拡大し藩の役職に藩校関係職を設立して藩営化して藩校とする場合も見られる。
各地では優秀な学者の招聘も盛んに行われた。発展期には全国に255校に上り、ほぼ全藩に設立された。藩校の隆盛は、地方文化の振興や、各地域から時代をリードする人材等の輩出にも至った。代表的な藩校としては、会津藩の日新館、米沢藩の興譲館、長州藩の明倫館、中津藩の進脩館、佐賀藩の弘道館、熊本藩の藩校時習館、鹿児島藩（薩摩藩）の造士館などが有名である。特に薩長などの雄藩では教育においても優位に立っており、有能な人材（吉田松陰や坂本龍馬など）を輩出して、後の明治維新にも影響を与えた。
また、越後長岡藩の就正館（文政13年（1831年）、「長岡市史」）や長州藩の有備館（天保12年（1841年）、「萩市史」）のように藩内だけでなく江戸藩邸内にも藩校を開設した藩も存在する。
藩校の中には、藩主の転封やその他の理由による藩庁移転に伴って、新しい領地・藩庁所在地へ移設・新設されるものもあった。立教館（白河藩→桑名藩）などは転封による移設の例である。また、長州藩では倒幕・攘夷戦に備えるため萩から山口へ、小倉藩では長州征討（幕長戦争）による小倉城落城から豊津へ、岡部藩は戊辰戦争後の官軍恭順により三河国半原へ、それぞれ藩庁を移転し、新しい藩庁所在地において藩校も新設された。
幕末には、佐賀藩、金沢藩、山口藩、中津藩、薩摩藩、佐倉藩等の一部の藩校は、国学・漢学に止まらず、医学、化学、物理学、西洋兵学等の学寮を併設する事実上の総合大学にまで発展していた。
明治4年7月（1871年8月）廃藩置県で藩校は廃止されたが、明治5年8月（1872年9月）学制発布後の中等・高等諸学校の直接または間接の母体となった。
1886年（明治19年）中学校令の公布とともに、東京大学予備門が廃止され、全国に文部大臣の管理に属する七校の官立高等中学校（後に(旧制）高等学校と改称）が開設された。各高等中学校のうち、山口、鹿児島、金沢（第四）の本部（本科）、および岡山（第三）、仙台（第二）､金沢（第四）の医学部は、旧藩校 （山口明倫館、鹿児島造士館、金沢明倫堂）や、藩医学校（岡山医学館、仙台養賢堂、金沢医学館）の流れを汲むものであった。これらの旧藩校の後進諸校は、その後（改組・中絶・再興等を経て）大学にまで発展することになる。
なお、この中学校令では同時に、尋常中学校は一県一校とされたため、その他の旧藩校は、県庁所在地で旧制（尋常）中学校に改組できたものは、現在でも新制高等学校として存続しているものが大半である。また非県庁所在地では一旦高等小学校に改組されたものが多く、その後の高等小学校の廃置によって消滅したものも少なくない。

## 各地の藩校
掲載は原則として「地域別」の北の藩から順とし、複数の藩校が有る場合には藩内での「設立年度順」としている。特に記載のないかぎり藩校に続く年号は創立年、あるいは創立年 - 廃校となった年、として記述している。

### 北海道地方
- 松前藩
  - 徴典館（1822年）
  - 威遠館 - 蘭学、西洋砲術。弾薬庫を兼ねる。
  - 済衆館 - 医学。
  - 文武館（1868年） - 徴典館、威遠館、済衆館を合併。
  - 明倫館（1828年・江戸）

### 東北地方
- 弘前藩
  - 稽古館（1796年）→弘前漢英学校→弘前市立弘前中学校東奥義塾→現・東奥義塾高等学校
    - 青森市歴史民俗展示館稽古館（名称借受）

  - 弘道館（1797年・江戸）
- 盛岡藩
  - 稽古場（1771年）→明義堂（1840年）→作人館（1865年 - 1868年）→盛岡市立仁王小学校
- 八戸藩
  - 文武講習所（1829年）→兵学館（1870年）
- 仙台藩
  - 養賢堂（1736年 - 1870年）→東北大学医学部、宮城県仙台第一高等学校
  - 順造館（江戸）
- 一関藩
  - 一関学館（1783年）→教成館（こうせいかん）→慎済館（1845年）→文武館（1862年）→教成館（1869年 - 1871年）
- 三春藩
  - 明徳堂（1781年）→福島県田村郡三春町立三春小学校
  - 講文堂（1869年）
  - 講武堂（1869年）
- 守山藩（水戸藩支藩）
  - 養老館（1761年・江戸）
- 磐城平藩
  - 施政堂（1756年）→佑賢堂（1869年改称）
- 湯長谷藩
  - 致道館（1843年 - 1871年）
- 泉藩
  - 汲深館（きゅうしんかん、1852年 - 1871年）
- 白河藩
  - 立教館（1791年 - 1823年、桑名藩に移封）
  - 修道館（1825年 - 1866年）
- 棚倉藩
  - 修道館（1870年）
- 下手渡藩
  - 学問所（1808年）→修道館（1822年）
- 福島藩
  - 講学所（文政年間）
- 二本松藩
  - 敬学館（1817年）→福島県二本松市立二本松南小学校
- 会津藩
  - 稽古堂（1664年）→日新館（1799年）→福島県立会津高等学校、会津若松市立日新小学校（名称借受）
- 久保田藩
  - 御学館（1790年）→明道館（1793年）→明徳館（1811年）→秋田明徳館高等学校（名称借受）、秋田市立中央図書館明徳館（名称借受）
- 岩崎藩（秋田新田藩）
  - 学館（文政・嘉永元年頃）
  - 勅典館（文政・嘉永元年頃）
- 亀田藩
  - 長善館（1786年）
- 本荘藩
  - 修身館（天明年間）→総称館（1869年）
- 新庄藩
  - 講堂（天明・文政頃）→明倫堂（ - 1871年）
- 庄内藩
  - 致道館（1805年 - 1873年）→山形県立致道館中学校・高等学校（名称借受）
- 松山藩
  - 一貫堂（1869年）→里仁館→山形県立松山里仁館高等学校（名称借受） →閉校（2002年）
- 天童藩
  - 養正館（1863年）
- 山形藩
  - 経誼館（1801年、別名: 立政堂）
- 上山藩
  - 天輔館（1809年）→明新館（1840年）→山形県立上山明新館高等学校（名称借受）
- 米沢藩
  - 禅林文庫（1618年）→学問所（1697年）→興譲館（1776年）→現・山形県立米沢興譲館高等学校
- 中村藩
  - 育英館

### 関東地方
- 松岡藩
  - 就将館（1860年）→中等下手綱小学校→松岡尋常小学校→現・茨城県高萩市立松岡小学校
- 水戸藩
  - 弘道館（1841年）→現・茨城中学校・茨城高等学校
  - 弘道館（1843年・江戸）
- 宍戸藩
  - 修徳館（明治期）
- 府中藩
  - 興風館（1869年）
- 笠間藩
  - 時習館（1817年）
- 下館藩
  - 義蒙館（1859年）
- 土浦藩
  - 稽古場（ - 宝暦頃）→郁文館（1799年8月）→現・茨城県立土浦第一高等学校
- 谷田部藩
  - 弘道館（1794年）
- 麻生藩
  - 精義館（1869年）→現・茨城県行方市麻生町立麻生小学校
- 牛久藩
  - 正心館（1864年）
  - 文武稽古場（1864年）
- 黒羽藩
  - 何陋館（かろうかん、文化・文政頃）→大田原市教委何陋塾
  - 作新館（1857年 - 1873年）→名称を受け継ぎ、現・作新学院高等学校
- 大田原藩
  - 時習館（1850年）
- 喜連川藩
  - 翰林館（かんりんかん、1845年頃、通称: 広連閣）
- 烏山藩
  - 学問所（1726年）
- 宇都宮藩
  - 修道館（1815年）→名称を借り受けて、宇都宮市教育センター修道館
  - 潔身館（時期不明）
- 茂木藩
  - 弘道館（1794年）→英育館（1870年、同年廃校）
- 壬生藩
  - 学習館（1714年 - 1871年）
  - 自成堂（天保頃）
- 吹上藩
  - 学聚館（1869年 - 1872年）
- 佐野藩
  - 觀光館擇善堂、演武場（1864年 - 1872年）
- 足利藩
  - 求道館（1869年）
- 沼田藩
  - 沼田学舎（1742年 - 1869年）
- 前橋藩
  - 好古堂（1691年 - 1749年）、姫路藩移封）
  - 求知堂（1700年）→名称を借り受けて、前橋市教育研究所・求知堂
  - 教学所（1810年）
  - 博喩堂（1867年）
- 館林藩
  - 道学館（1795年 - 1836年）
  - 求道館（1847年頃）→造士書院（1857年）
- 伊勢崎藩
  - 学習堂（1775年）
- 高崎藩
  - 遊芸館（1760年）
  - 文武館（1868年 - 1871年）
- 安中藩
  - 造士館（1808年）→安中藩文学校（1870年）→群馬県安中市安中小学校（1872年 - 現在）
- 吉井藩
  - 学問所（吉井表学問所、1864年）→教学館（1869年、同年廃校）
- 七日市藩
  - 成器館（1830年）→文武学校（1869年 - 1872年）
- 小幡藩
  - 小幡学校（1791年 - 1872年）→小幡小学校→現・群馬県立富岡実業高等学校
- 結城藩
  - 秉彝館（へいいかん、文政頃）
- 古河藩
  - 盈科堂（えいかどう、1763年）→現・古河市立古河第一小学校（1899年に名称を借り受けて私立盈科中学校が設立されたが、1944年に廃校）
  - 教武場（1859年）
- 関宿藩
  - 教倫館（1824年 - 1872年）→名称を借り受けて教倫館小学校→現・千葉県野田市立関宿小学校
- 多古藩
  - 学問所（1830年）
- 高岡藩
  - 学習館（1862年）
- 佐倉藩
  - 佐倉学問所（別名: 温故堂）（1792年 - 1808年）
  - 成徳書院（1837年）→現・千葉県立佐倉高等学校
  - 成徳書院（1838年・江戸）
- 生実藩
  - 郁文館（天保・嘉永頃）
- 一宮藩
  - 学問所（寛政頃 - 1872年）
  - 崇文館（1869年 - 1872年）→現・千葉県長生郡一宮町立一宮小学校
- 大多喜藩
  - 望庵（文政頃）→明善堂（1829年 - 1873年焼失）→名称を借り受けて、現・千葉県立大多喜高等学校の明善祭
- 菊間藩
  - 明親館（1870年）
- 鶴舞藩
  - 克明館（1869年ころ）
- 鶴牧藩
  - 修来館・修成館（天保ころ）
- 久留里藩
  - 三近塾（1842年）→三近堂（1869年 - 1871年）→流れをくみ、現・千葉県君津市立久留里小学校
- 飯野藩
  - 明新館（1868年ころ）
- 佐貫藩
  - 誠道館（1796年 - 1871年頃）
- 勝山藩
  - 育英館（1869年 - 1871年頃）
- 館山藩
  - 敬義館→立教局（1869年）
- 岡部藩
  - 就将館（安永・天明頃 - 1845年頃）
  - 学聚館（1849年 - 1868年頃）→ 1868年 三河国半原に移転。
  - 偃武館（1849年）
- 忍藩
  - 進修館（1824年）→名称を借り受けて埼玉県立進修館高等学校
  - 培根堂（1869年 - 1871年）→行田市立忍小学校（旧行田市立中央小学校[5]）の裏庭に史跡[6]。
  - 洋学館（1869年 - 1871年）
- 川越藩
  - 講学所（博喩堂）（1827年）
  - 長善館（1867年 - 1868年頃）
- 岩槻藩
  - 遷喬館（1799年）→勤学所（1811年 - 1871年）→現・岩槻藩遷喬館（埼玉県指定史跡）
  - 武芸稽古場（1811年 - 1871年）
- 小田原藩
  - 集成館（1822年）→文武館（1869年 - 1872年）→現・神奈川県立小田原高等学校

### 中部地方
- 村上藩
  - 克従館（安政頃）
- 黒川藩
  - 弘道館（安政頃）
- 三日市藩
  - 遊芸館（1832年 - 1873年）
- 新発田藩
  - 講堂（1772年）→道学堂（1797年 - 1871年）
  - 槍剣術稽古場（1772年 - 1871年）
  - 医学館（1776年 - 1871年）
- 村松藩
  - 文武館（1868年）→自彊館（1871年、同年廃校）
- 与板藩
  - 学問所（時期不明）
  - 正徳館（1860年）→名前を借り受けて、現・新潟県立正徳館高等学校
- 長岡藩
  - 崇徳館（1808年）戊辰戦争で敗戦の時に支援米の米百俵を学費にして、1870年藩校再建「国漢学校」（国漢学局・医学局・洋学局）設置。
    - 国漢学局→柏崎県長岡分黌（1871年）→新潟県公立二十番小学阪之上校（1874年）→現・長岡市立阪之上小学校
    - 洋学局→柏崎県長岡洋学校（1872年）→古志郡町立長岡尋常中学校（1892年）→現・新潟県立長岡高等学校

- 椎谷藩
  - 六川修道館（1868年）
- 高田藩
  - 修道館（1866年）→脩道館（1869年）→新潟学校第四分校（1869年）→現・新潟県立高田高等学校、上越市立大手町小学校
- 糸魚川藩
  - 明道館（1869年 - 1872年）
- 富山藩
  - 広徳館（1773年）→藩学校（1869年 - 1871年）
- 金沢藩（金沢藩の藩校は細かい分割・統合を経て金沢大学に至るため、一部省略）
  - 明倫堂（1792年、朱子学）→中学西校（1870年）
  - 経武館（1792年、武術）→中学西校（1870年）
  - 壮猶館（1854年、兵学校、洋学校）→斉勇館→中学東校（1870年）
  - 七尾語学所（1869年、壮猶館より分立）
  - （私塾・英仏学塾所）→道済館（1869年）→中学東校（1870年）
  - 中学西校、中学東校が統合し、金沢中学校（1871年）→石川県専門学校→第四高等中学校→旧制第四高等学校→金沢大学法文学部及び理学部→金沢大学人間社会学域及び金沢大学理工学域
  - 彦三種痘所（1862年）→卯辰山養生所（1867年）→医学館（1870年）→金沢医学校→第四高等中学校医学部→金沢医学専門学校→旧制金沢医科大学→金沢大学医学部及び薬学部→金沢大学医薬保健学域

- 大聖寺藩
  - 学問所（1840年）→時習館（1854年 - 1872年）
  - 有備館（1857年 - 1872年）
- 勝山藩
  - 読書堂（1841年）→成器堂（1843年）
- 大野藩
  - 学問所（1842年）→明倫館（1844年）→現・福井県大野市立有終西小学校
  - 洋学館（1856年）
- 丸岡藩
  - 平章館（1805年）→会社校（1871年）→現・福井県坂井市立平章小学校
- 福井藩
  - 済世館（別称: 斎生館）（1804年）
  - 正義堂（1805年 - 1834年）
  - 明道館（1855年）→明新館（1869年）→現・福井県立藤島高等学校
  - 立教館（1856年）
- 鯖江藩
  - 惜陰堂（1814年 - 1868年頃）
  - 御稽古所（1815年）→進徳館（1814年 - 1868年頃）
  - 麻布教授所（1833年）
  - 謙光舎（1850年）
- 小浜藩
  - 講正館（1773年）→講正学舎（1900年に旧小浜藩主酒井忠道により学生寮として創設[7]）
  - 順造館（1774年）→現・福井県立若狭高等学校
  - 必観楼（時期不明）
  - 信尚館（1818年）
- 飯山藩
  - 長道館（1857年）
- 須坂藩
  - 教倫舎（天明頃、藩立心学講舎）→立政館（1804年）
  - 五教館（時期不明・江戸）
- 松代藩
  - 稽古所（1758年 - 1806年焼失）
  - 学問所（1806年）
  - 文武学校（1854年）→藩学校（1869年）→松代藩文武学校（国の史跡）
- 信濃上田藩
  - 明倫堂（1813年）→公立上田学校（1872年）→松平学校（1873年）→上田学校（1886年、上田街学校（1873年）と統合）→分離統合改称をくりかえし現・上田市立清明小学校
  - 武芸稽古場（時期不明）
- 小諸藩
  - 明倫堂（1805年）
- 岩村田藩
  - 達道館（1864年）
- 田野口藩（龍岡藩）
  - 修業館（1854年）→尚友館
- 松本藩
  - 新町学問所（宝暦頃）
  - 崇教館（1793年）→松本藩学（1870年）→旧開智学校（重要文化財）、一部現・長野県松本深志高等学校
- 諏訪藩（高島藩）
  - 稽古所→長善館（1803年）
  - 皇学校（1869年）
- 高遠藩
  - 進徳館（1860年）→進徳館（国の史跡）
- 飯田藩
  - 読書場（1795年）
- 苗木藩
  - 仮学校所（1868年）→日新館（1869年）→現・岐阜県中津川市立苗木小学校
- 岩村藩
  - 文武所（1702年）→知新館（1702年）→現・岐阜県恵那市立岩邑小学校
- 八幡藩（郡上藩）
  - 潜竜館（天明頃）→文武館（慶応頃）→集成館（明治初期）→流れをくみ、現・岐阜県郡上市立八幡小学校
- 高富藩
  - 教倫学校（弘化頃）→流れをくみ、現・岐阜県山県市立高富小学校
- 加納藩
  - 学問所（1792年）→憲章館（文政頃）→文武館（文久頃）→現・岐阜県岐阜市立加納小学校
- 大垣藩
  - 学問所（1840年）→致道館→敬教堂→学館（1866年）→文武学校（1868年 - 1871年）→現・岐阜県大垣市立興文小学校
- 今尾藩
  - 文武館（化政頃）→格致堂（弘化頃）→現・岐阜県海津市立今尾小学校
- 高須藩
  - 日新堂（ - 1825年頃）→現・岐阜県海津市立高須小学校
- 沼津藩
  - 矜式館（きょうしょくかん、文化頃）
  - 明親館（文久頃）
  - 明親館（明治初期）
- 小島藩
  - 時習館（時期不明）
- 府中藩（静岡藩）
  - 駿府学問所（1858年）→明新館（1861年）→府中学問所（1868年）→静岡学問所（1869年）→私立英学校賤機舎（1872年）
  - 徳川家兵学校（1868年）→沼津兵学校（1869年）→沼津学校（1870年）→（兵部省に移管）沼津出張兵学寮（1871年）→（東京に移転）陸軍教導団工兵第一大隊（1872年）
- 田中藩
  - 日知館（1837年）
- 掛川藩
  - 北門書院→徳造書院（1802年）→教養館（1860年）
- 横須賀藩
  - 学問所（別名: 修道館）（1811年）
- 浜松藩
  - 経誼館（1842年 - 1844年）
  - 克明館（1846年）
- 吉田藩（三河国）
  - 時習館（1752年 - 1872年）→名称を借り受けて愛知県立時習館高等学校→愛知県立豊橋南高等学校（時習館高校分校）
- 田原藩
  - 成章館（1810年）→現・愛知県立成章高等学校
- 挙母藩
  - 崇化館（1787年）→温文館（1802年）→崇化館（1805年）→名称を借り受けて豊田市立崇化館中学校
- 奥殿藩（龍岡藩）
  - 明徳館（1846年）→学問所（1856年）
- 岡崎藩
  - 允文館（1869年）
  - 允武館（1869年）
- 刈谷藩
  - 文礼館（1783年）
- 西尾藩
  - 文礼館（1681年）
  - 典学館（1840年）
  - 修道館（1840年）
- 名古屋藩（尾張藩）
  - 明倫堂（1783年 - 1871年）→愛知県立明和高等学校
- 半原藩（旧岡部藩）
  - 学聚館（1868年）

### 近畿地方
- 長島藩
  - 文礼館（1785年）
- 桑名藩
  - 立教館（1823年、白河藩より移封）→現・桑名市立立教小学校
  - 進脩館（しんしゅうかん）（1813年）
- 菰野藩
  - 麗沢館（1816年）
  - 修文館（1836年）→顕道館（1869年 - 1871年）
- 神戸藩
  - 成章館（享保頃）
  - 三教堂（享保頃）
  - 学校（寛政頃）→教倫堂（1812年頃）
  - 進徳堂（1816年・江戸）
- 亀山藩
  - 明倫舎（1790年）→明倫館（1869年）
- 津藩
  - 有造館（1820年～1871年）
    - 崇広堂（ - 1821年、有造館の支校）

- 久居藩
  - 句読所・練武場（1866年）→久居藩校（1869年）→久居義塾（1871年）
- 鳥羽藩
  - 尚志館（1824年）→藩学校（1870年）→藩小学校（同年）→三計塾（1871年 - 1872年）
    - 日新塾→大里学校→現・鳥羽市立鳥羽小学校（三計塾廃止後、代わりに日新塾を創設、間接的に鳥羽市立鳥羽小学校の源流となった）
- 彦根藩
  - 稽古館（1799年）→弘道館（1830年 - 1868年ころ）→現・滋賀県立彦根東高等学校
- 山上藩
  - 文武講究所（ - 文久頃）
  - 文武館（1869年）
- 仁正寺藩
  - 日新館（1796年）
- 水口藩
  - 翼輪堂（1855年 - 1868年頃）
- 膳所藩
  - 遵義堂（1808年）
    - 滋賀県第二尋常中学校（1898年 -、遵義堂跡に開校）→現・滋賀県立膳所高等学校
- 大溝藩
  - 脩身堂（1785年ころ - 1871年）
- 淀藩
  - 明親館（1860年 - 1871年）→澱新町小学校→現・京都市立明親小学校
- 柳生藩
  - 修文館（1870年）
- 郡山藩
  - 総稽古所（1724年）
  - 敬明館（1869年）
  - 造士館（1870年）
- 小泉藩
  - 修道館（1868年）
- 柳本藩
  - 明倫館（1868年）
- 芝村藩
  - 遷喬館（1696年）→明喬館（1870年 - 1871年）
- 新庄藩
  - 藩立学校（1864年）
- 高取藩
  - 講文所→明倫館（1869年）
- 高槻藩
  - 菁莪堂（寛政ころ) →文武館（1868年 - 1871年）→現・高槻市立高槻小学校
- 麻田藩
  - 直方堂（1789年）→文部局（1869年）
- 三田藩
  - 国光館（1742年）→造士館（1818年）
- 丹南藩
  - 丹南学校（1868年）
- 狭山藩
  - 簡修館（1848年）
- 伯太藩
  - 陣屋書院（天保ころ）→伯太仮学校（1868年）
- 岸和田藩
  - 講習館（1851年）
  - 修武館（1866年）
  - 分館、文学館（1870年）
- 和歌山藩（紀伊藩）
  - 講釈堂（1713年）→講堂（1716年）→学習館（1791年）
  - 学習堂（1791年）→現・和歌山大学教育学部
  - 医学館（1792年）
  - 明教館（1792年）
  - 松坂学校（1804年）
  - 国学所（1854年・江戸）
  - 蘭学所（1854年・江戸）
  - 江戸文武場（1855年・江戸）
  - 和歌山国学所（1856年・江戸）
  - 岡山文武場（1856年）→岡山学習館（1866年）
- 新宮藩
  - 漢学所（1806年）→育英堂（1869年）→新宮県学校（1871年）→郷学校（同年）
- 田辺藩
  - 修道館（文政ころ）
  - 修道館（1869年）
- 山家藩
  - 学問所（時期不明）
  - 致道館（時期不明）
- 綾部藩
  - 進徳館（1715年）→篤信館（1865年）
- 福知山藩
  - 惇明館（1808年）→現・京都府福知山市立惇明小学校
- 亀山藩
  - 学校（元禄ころ）
  - 邁訓堂（1824年）
  - 広徳館（1824年）
  - 鉄門館（1824年）
- 園部藩
  - 講堂（仮）（1729年）→教先館（1870年）
- 篠山藩
  - 振徳堂（1766年）
  - 養生斎（天明ころ）
  - 成始斎（天明ころ）
- 柏原藩
  - 又新館（1849年）
  - 崇廣館（1858年）
- 宮津藩
  - 礼譲館（1818年）→文武館（1868年）→現・京都府宮津市立宮津小学校
- 田辺藩
  - 明倫斎（天明ころ）→明倫館（1862年）
- 峰山藩
  - 敬業堂（寛政ころ）
- 豊岡藩
  - 稽古堂（1833年）→女学校（1870年 - 1871年）
  - 稽古堂（1834年・江戸）
- 出石藩
  - 学問所（1775年）→弘道館（1782年）→現・兵庫県豊岡市立弘道小学校
- 三草藩
  - 仮学校（文政ころ・江戸）
  - 顕道館（1868年）
- 小野藩
  - 博学館→博習館→帰正館（1837年）→小野小学校（1872年）→現・兵庫県小野市立小野小学校
- 明石藩
  - 敬義館（1869年）
- 姫路藩
  - 好古堂（1749年）→名称を借り受けて好古学園大学校（高齢者生涯学習学校[8]）、および姫路城西御屋敷跡庭園好古園
  - 仁寿山黌（じんじゅさんこう）（家老河合道臣の私塾、1821年 - 1842年。好古堂に吸収統合）
- 安志藩
  - 学問所（1718年）→明倫堂（1839年）
- 山崎藩
  - 学問所（天保ころ）→思斉館（1869年）
- 林田藩
  - 敬業館（1794年 - 1871年）→現・兵庫県姫路市立林田小学校・姫路市立林田中学校
- 龍野藩
  - 敬楽館（けいごうかん）（1805年・江戸 - 1842年）
  - 文武稽古場（1834年）→敬楽館（1842年）
- 赤穂藩
  - 博文館（1777年）
  - 進修館（1852年・江戸）
- 三日月藩
  - 広業館（1795年）

### 中国地方
- 鳥取藩
  - 学館（通称：尚徳館）（1757年）→現・鳥取県立鳥取西高等学校
  - 江戸学問所（1843年・江戸）
- 松江藩
  - 文明館（1758年）→明教館（1784年）→文武館（1863年）
  - 大享館（寛政ころ）
  - 存済館（1806年）
  - 西洋館（1862年）

文武館、大享館、存済館、西洋館は修道館（1865年）として統合→流れをくみ松江公立病院→現・日本赤十字社松江赤十字病院
- 母里藩
  - 明徳館（1836年ころ - 1870年）
- 広瀬藩
  - 漢学所（1801年）
  - 算術所（1809年）
  - 医学所（1844年）
  - 算術所（1870年）
  - 仮医学校（1870年）
  - 仮皇学演習所（1870年）

上記の藩校は、修文館（1871年 - 1872年）として統合
- 浜田藩
  - 長善館（1791年）
  - 道学館（1837年）
- 津和野藩
  - 養老館（1786年 - 1853年焼失）
  - 養老館（1855年）
- 津山藩
  - 学問所（1765年）→文武稽古場（1843年 - 1871年）
  - 学問所（1870年）
- 勝山藩
  - 藩校（1865年）
  - 明善館（1870年）
- 岡山藩
  - 花畠教場（1641年）→岡山学校（1669年）→一部現・岡山県立岡山朝日高等学校、現・岡山大学教育学部
    - （参考）閑谷学校（1670年）→一部現・岡山県立和気閑谷高等学校
- 庭瀬藩
  - 誠意館（1823年）
- 足守藩
  - 追琢舎（1792年 - 1871年）
  - 三余舎（1792年 - 1871年）
- 岡田藩
  - 演武場（1792年）→岡田村時習小学[注釈 1]校舎（1875年）→岡田国民学校校舎当時に焼失（1947年）
  - 敬学館（1792年）
- 新見藩
  - 思誠館（1755年）
- 松山藩
  - 学問所（1746年）→有終館（寛政ころ）
- 成羽藩
  - 勧学所（文政ころ）→文武館（1867年）→確摯校（1869年）→確摯尋常小学校→現・岡山県高梁市立成羽小学校
- 福山藩
  - 弘道館（1786年）→誠之館（1855年 - 1872年）→現・広島県立福山誠之館高等学校
- 広島藩
  - 講学所（1725年）→講学館（1734年 - 1743年）
  - 学問所（1782年）→修道館（1871年）→私立浅野学校（1878年）→現・修道中学校・修道高等学校、広島修道大学
- 岩国藩（吉川藩）
  - 横山講堂（1753年）
  - 横山講堂（1768年）
  - 錦見講堂（1812年）
  - 養老館（1848年）→現・山口県立岩国高等学校
  - 愛知館（1854年）
  - 素読寮（1863年）
  - 医学校（1869年）
  - 文学校（1869年）
  - 兵学校（1870年）
- 徳山藩
  - 鳴鳳館（1785年）→興譲館（1852年）→徳山小学校（1871年）→現・山口県周南市立徳山小学校
- 萩藩（長州藩、周防山口藩）
  - （長州藩時代）明倫館（1719年）→新明倫館（1849年）→萩明倫館（1863年）→萩中学校（1870年）→現・山口県萩市立明倫小学校、山口県立萩高等学校
  - （藩庁移転後・山口藩時代）山口明倫館（1863年）→官立山口高等中学校→旧旧官立山口高等学校→旧制官立山口高等商業学校→旧制山口経済専門学校→現・山口大学経済学部、一部現・山口県立山口高等学校
- 長府藩（長州藩支藩）
  - 敬業館（1792年ころ）→現・山口県立豊浦高等学校
- 清末藩（長州藩支藩）
  - 育英館（1787年）

### 四国地方
- 徳島藩
  - 寺島学問所（1790年）
  - 医師学問所（1790年）
  - 洲本学問所（1790年）
  - 長久館（1856年）
  - 洋学校（1865年）
  - 長久館（1869年）
  - 洋医学校（1869年）
- 高松藩
  - 講堂（1702年 - 享保ころ）
  - 講堂（1737年）→講堂館（1780年）
- 丸亀藩
  - 正明館（1735年頃、1794年頃の2説）
  - 敬止堂（1811年）
  - 集義館（1813年）

正明館、敬止堂は、明倫館（1869年）に統合
- 多度津藩
  - 自明館（1827年）→文武館（1871年）
- 西条藩
  - 擇善堂（1805年）→学習所、演武所、好生所（1869年）→現・愛媛県西条市立西条小学校
- 小松藩
  - 培達校（1802年）→養正館（1803年）→現・愛媛県立小松高等学校
- 松山藩
  - 興徳館（1805年）→修来館（1821年）→明教館（1828年）→旧制松山中学校→現・愛媛県立松山東高等学校
  - 三省館（1809年・江戸）
- 今治藩
  - 読書場（1805年）→克明館（1817年）
- 大洲藩
  - 止善書院明倫堂（1747年）
- 新谷藩
  - 求道軒（1783年）→求道館
- 宇和島藩
  - 内徳館（1748年）→敦教館（1794年）→明倫館（1819年）→明誠館（1869年）
- 吉田藩（宇和島藩）
  - 時観堂（1794年）→文武館（1869年）
- 高知藩（土佐藩）
  - 教授館（1759年）→致道館（1865年）
  - 文武館（1862年）

### 九州地方
- 福岡藩
  - 西学問稽古所（別名: 甘棠館、1784年 - 1798年焼失、全生徒が修猷館に編入する）
  - 東学問稽古所（別名: 修猷館、1784年）→現・福岡県立修猷館高等学校[9]
  - 江戸学問所（1784年・江戸）
  - 文武館（1868年）
- 秋月藩
  - 稽古館（1775年）
- 久留米藩
  - 学問所（1783年）→明善堂（1796年）
  - 講談所（1785年 - 1872年）
  - 修道館（1785年 - 1795年焼失）
  - 武芸稽古所（1825年）
  - 薬草園（1863年 - 1872年）
  - 好生館（1869年- 1872年）
  - 学館（明善堂、武芸稽古所が統合、1860年 - 1872年）→現・福岡県立明善高等学校

- 柳河藩
  - 伝習館（1824年 - 1868年）→現・福岡県立伝習館高等学校
  - 藩学文武館（1869年 - 1871年）
- 三池藩
  - 修道館（1857年）→現・福岡県大牟田市立三池小学校
- 蓮池藩（佐賀藩支藩）
  - 成章館（1784年）→育英館（1866年）
- 小城藩（佐賀藩支藩）
  - 文武稽古場（1784年）→興譲館（ - 1871年）
- 鹿島藩（佐賀藩支藩）
  - 徳譲館（安政ころ）→弘文館（1859年）→鎔造館（1870年）
- 佐賀藩 - 全国の藩校の中で、佐賀藩の落第者への処分は最も厳しく、規定の年齢に合格しなければ、【家禄の減俸】【役方への登用不許可（高い役職には付けない）】【罰金（米の供出）】が課せられる。武芸より学問の方を優先していたため、相当な勉強をしなければならない。だが、試験に合格することが目的になってしまい、本来、学問を学ぶ精神からあまりにかけ離れてしまった為、僅か9年で廃止[10]。
  - 弘道館（1781年）→現・佐賀市立勧興小学校、佐賀県立佐賀西高等学校
  - 医学館（1834年）→好生館（1858年）→県立好生館病院→公立佐賀病院→現・佐賀県医療センター好生館
  - 致遠館（1867年）→佐賀県立致遠館中学校・高等学校（名称借受）

- 唐津藩
  - 盈科堂（1723年）
  - 経誼館（1801年）
  - 志道館（文政頃）
- 平戸藩
  - 維新館（1779年）
- 大村藩
  - 集義館（1670年）→静寿園（1694年）→五教館（1790年）→現長崎県立大村高等学校
  - 治振軒
- 島原藩
  - 稽古館（1793年 - 1871年）
  - 済衆館（1821年）→済衆方（1869年）→医局（1870年）→医学校病院（ - 1871年）
- 福江藩
  - 稽古堂→至善堂（1780年）→育英館（1821年）
- 対馬藩
  - 小学校（1685年）
  - 諸学所（別名：思文館）（1788年）
  - 日新館（1864年）
  - 東明館（1792年）
- 熊本藩
  - 時習館（1755年）
  - 再春館（1756年）→医薬系で熊本大学医学部の前身、名称を借り受けて再春館製薬所
  - 郷学校（1869年 - 1870年）
- 宇土藩
  - 温知館（1763年）
  - 樹徳斎（1865年）
  - 武館（1854年）
- 人吉藩
  - 習教館（1786年 - 1871年）
  - 郷義館（1788年 - 1871年）
- 小倉藩
  - 思永斎（1758年）→思永館（1788年 - 1866年）→名称を借り受けて北九州市立思永中学校、一部は福岡県立小倉高等学校（本校は育徳館高校）
  - 小倉落城後豊津藩・香春思永館（1867年）→育徳館（1870年）→現・福岡県立育徳館高等学校
  - 大橋洋学校（1871年）
- 中津藩
  - 進脩館（1796年 - 1872年）→慶應義塾（1871年）
  - （天保年間に江戸に創立、名称なし）
- 杵築藩
  - 学習館（1785年 - 1872年）
- 日出藩
  - 稽古堂（文化頃）→致道館（1858年）
- 府内藩
  - 学問所（1771年）→采芹堂（1840年）→遊焉館、調練場（1857年）→大分師範学校→現・大分市立荷揚町小学校
  - 医学館（1852年）
- 森藩
  - 修身舎（1835年）
- 臼杵藩
  - （藩学）（1801年）→学古館（1836年）→集成館（1868年）
- 佐伯藩
  - 学問所（1704年）→四教堂（1777年）
- 岡藩
  - 輔仁堂（1726年）→由学館（1776年）
  - 経武館（1786年）
  - 博済館（1787年）

由学館、経武館、博済館は、修道館（1868年）に統合
- 延岡藩
  - 学問所（1768年）→広業館（1850年）
  - 武芸所（1768年）
  - 明道館（1857年）
  - 千穂乃屋（1866年）
- 高鍋藩
  - 明倫堂（1778年）→現・宮崎県立高鍋高等学校
- 佐土原藩
  - 学習館（1825年）
  - 郷学所（1825年）
  - 郷学所（1852年）
- 飫肥藩
  - 飫肥藩学問所（1801年）→振徳堂（1831年）→現・宮崎県日南市立飫肥小学校、名称を借り受けて宮崎県立日南振徳高等学校
- 鹿児島藩（薩摩藩）
  - 聖堂（1773年）→造士館（1786年）→鹿児島県立中学造士館（1884年）として復興（県内2学校の合併による復興、「中学造士館」の項を参照）→鹿児島高等中学造士館→予科生を収容し鹿児島県尋常中学造士館（鹿児島県中学造士館）
    - 【館号】→第七高等学校造士館 (旧制)（1901年）→鹿児島大学文理学部および教養部（1949年）→現・鹿児島大学法文学部および理学部
    - 【旧制中学校】→旧制鹿児島県第一中学校分校（鹿児島県立鹿児島中学校分校）[11]→旧制鹿児島県立第二鹿児島中学校→現・鹿児島県立甲南高等学校

  - 武芸稽古所（1773年）→演武館（1774年）

## 主な郷学 (大身旗本領内に設置)
交代寄合の大身旗本領内に設置された藩校相当の教育施設は郷学に分類される。
- 新城領
  - 有教館（1730年）  ※名称を借り受け、愛知県立新城高等学校の体育館名に使用→愛知県立新城有教館高等学校
- 立石領
  - 無逸館（1837年）立石領の領主は木下氏

## 江戸幕府（参考）
- 江戸幕府
  - 昌平坂学問所（1797年）→一部現・東京大学
  - 教諭所（江戸麹町）（1791年）
  - 甲府学問所（甲斐国甲府）（1796年）→徽典館（1803年）
  - 教諭所（美作国久世）（1791年）→典学館（1796年）
  - 敬業館（備中国笠岡）（1797年）
  - 遷善館（武蔵国久喜）（1803年）
  - 倉敷教諭所明倫館（備中国倉敷）（1834年）

## 琉球王国（参考）
- 琉球王国
  - 明倫堂（1718年）→名称を借り受けて久米崇聖会の集会所・図書館
  - 国学（1798年）→現・沖縄県立首里高等学校

## 関連文献
- 大石学 編　『近世藩制・藩校大事典』　吉川弘文館 ISBN 4642014314
- 奈良本辰也 監修 『幕末維新・ものしり辞典』　主婦と生活社 雑誌コード 61340-81
- 『藩史大辞典』 雄山閣出版
- 山下武 『江戸時代庶民教化政策の研究』、1969年、校倉書房
- 土田隆夫 『柏の社』、1998年、新潟県立長岡高等学校同窓会
- 箱崎和久 『日本の美術538 近世の学校建築』 ぎょうせい、2011年 ISBN 978-4-324-08747-3